# Третьяков Петро Юхимович
Петро Юхимович Третьяков (28 грудня 1918, Катеринослав — невідомо) — радянський футболіст, футбольний суддя та спортивний організатор. Учасник Великої Вітчизняної війни.

## Біографія
Народився 1918 році в Катеринославі (нині — місто Дніпро, Україна). Призваний до РККФ у 1940 році, служив на Дунайській військовій флотилії. Учасник німецько-радянської війни, старший червонофлотець, командир зенітної зброї, майстер-зброяр. Був нагороджений медалями.
Футбольну кар'єру розпочав після закінчення війни, але на рівні команд майстрів виступав лише 3 роки. У 1947 році провів 4 матчі за команду «Шахтар» Сталіно у першій лізі СРСР. Пізніше того ж року зіграв 1 матч у тій же лізі за дніпропетровську Сталь. У 1948 році у складі «Сталі» провів 18 матчів та забив 4 голи. У 1949 повернувся до «Шахтаря», який виступав уже у вищій лізі, і в його складі зіграв 9 матчів.
Надалі був суддею республіканської категорії. У 1954—1961 роках був головою асоціації футболу Дніпропетровської області.

## Нагороди[1]
- Медаль «За оборону Одеси» 1942;
- Медаль «За оборону Севастополя» 1942;
- Медаль «За оборону Кавказу» 1944;
- Медаль «За перемогу над Німеччиною у Великій Вітчизняній війні 1941—1945 рр.»;
- Медаль «За взяття Будапешта» 1945;
- Медаль «За взяття Відня» 1945;
- Медаль «За бойові заслуги» представлялася до Ордену Червоної Зірки 24.10.1945.

## Пам'ять
29 квітня 2013 року в парку імені О. С. Щербакова у Донецьку було відкрито березову алею і меморіальну дошку, присвячені футболістам «Шахтаря» — учасникам Великої Вітчизняної війни. Серед 32 імен на меморіальній дошці вказано й ім'я Третьякова.